# Autorità Nazionale Palestinese
L'Autorità Nazionale Palestinese (ANP, in arabo سلطة وطنية فلسطينية‎?, Sulta Wataniyya Filastīniyya) è l'organismo politico di autogoverno palestinese ad interim, formato nel 1994 in conseguenza degli accordi di Oslo per governare la striscia di Gaza e le aree A e B della Cisgiordania.
Dal 3 gennaio 2013, in conseguenza della risoluzione 67/19 dell'Assemblea generale delle Nazioni Unite, l'Autorità Palestinese ha adottato il nome di Stato di Palestina sui documenti ufficiali. Tuttavia, lo Stato di Palestina (unilateralmente proclamato nel 1988 dall'OLP, ma non ancora effettivamente indipendente e sovrano) e l'Autorità Nazionale Palestinese (creata nel 1994 in accordo con Israele per governare transitoriamente parte dei territori palestinesi in attesa di un accordo di pace definitivo) restano due organismi distinti.

## Caratteristiche
L'Autorità Nazionale Palestinese è stata costituita nel 1994, in applicazione degli accordi di Oslo del 1993 tra l'Organizzazione per la Liberazione della Palestina (OLP) e il governo di Israele. Secondo gli accordi, Cisgiordania e Striscia di Gaza sarebbero state divise in tre zone:
- Zona A - pieno controllo dell'Autorità palestinese.
- Zona B - controllo civile palestinese e controllo israeliano per la sicurezza.
- Zona C - pieno controllo israeliano, eccetto che sui civili palestinesi. Questa zona comprendeva gli insediamenti israeliani e le zone di sicurezza senza una significativa popolazione palestinese.

Gerusalemme Est è stata esclusa dagli accordi.
Con gli accordi di Oslo 2 del 1995 il territorio dell'ANP fu ampliato a Betlemme, Hebron, Jenin, Nablus, Qalqilya, Ramallah, Tulkarm, e altri 450 villaggi della Cisgiordania.

## Storia

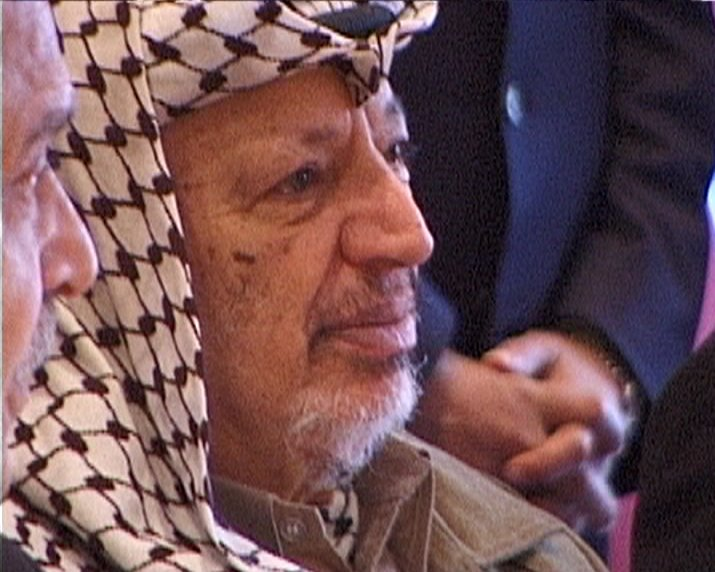
Yasser Arafāt

L'ANP era una filiale dell'Organizzazione per la Liberazione della Palestina. Questa in origine era l'unica entità politica a rappresentare il popolo palestinese, nei primi decenni di lotta contro Israele, a livello internazionale tra gli anni sessanta e novanta.
Inoltre, è l'OLP, e non l'Autorità Nazionale Palestinese, che gode di riconoscimento internazionale come l'organizzazione che rappresenta il popolo palestinese. Sotto il nome Palestina, l'Organizzazione per la Liberazione della Palestina ha uno status di osservatore presso le Nazioni Unite (ONU) dal 1974. Dopo la dichiarazione d'indipendenza palestinese del 1988, l'OLP in rappresentanza presso le Nazioni Unite è stato rinominato in Palestina.
Con l'apertura di un processo negoziale, con gli accordi di Oslo, nel 1994 l'OLP riconosceva lo Stato di Israele come possibile interlocutore dei negoziati di pace (anche se la carta fondamentale dell'OLP, in realtà, mantenne a lungo la clausola per la distruzione dello Stato Sionista). In cambio delle concessioni palestinesi - rinuncia al terrorismo, accettazione dell'esistenza di uno stato ebraico e politica del negoziato - da parte di Israele vi fu il riconoscimento con cui si concedeva alle forze palestinesi di esercitare alcuni poteri sui Territori occupati, cioè di amministrare autonomamente la maggior parte delle città della Cisgiordania e della Striscia di Gaza. Nel gennaio 1996 ci furono le prime elezioni, presidenziali e legislative, che videro la conferma di Arafāt e il successo di Fatah.
Israele tuttora non riconosce a questo organismo lo stesso rango di un governo di uno Stato vero e proprio, non potendo l'ANP prendere decisioni in materia di politica estera e non potendo organizzare un suo esercito, ma solo forze di polizia e di sicurezza interna. L'Autorità possiede forze di polizia con armamento rigorosamente limitato e non ha un pieno controllo sul territorio né sulle vie di comunicazione né su quelle di trasporto. Il governo palestinese amministra gli affari interni delle città, mentre agli israeliani è rimasto il controllo generale del territorio.
L'Autorità Nazionale ha organi legislativi con poteri sovrani, in particolare il Consiglio legislativo palestinese (o Parlamento palestinese) con sede a Rāmallah, i cui membri sono eletti dai cittadini.
È dotato anche di cariche elettive che lo rendono uno stato de facto, con potere esecutivo (in particolare le cariche di Presidente e di Primo ministro) e legislativo.
Alle dipendenze degli uffici dell'ANP vi sono inoltre ministeri, agenzie di sicurezza, organismi di polizia, ai cui vertici vi sono personalità politiche.
Il quadro di deterioramento dei rapporti fra israeliani e palestinesi ha contribuito a modificare i caratteri originari dell'ANP: l'Autorità è divenuto in seguito un ente più armato del previsto e politicamente più complesso, si sono interrotti i rapporti di collaborazione con Israele e sono saltati gli accordi fra le parti.
Dal 2007, dopo la battaglia di Gaza tra Fatah e Hamas, con la vittoria di quest'ultima, l'ANP ha perso di fatto il controllo della Striscia.
La diaspora palestinese, che risiede al di fuori della Cisgiordania e della Striscia di Gaza e costituisce la maggioranza del popolo palestinese, non può votare alle elezioni dei membri dell'Autorità Nazionale Palestinese.

## Politica

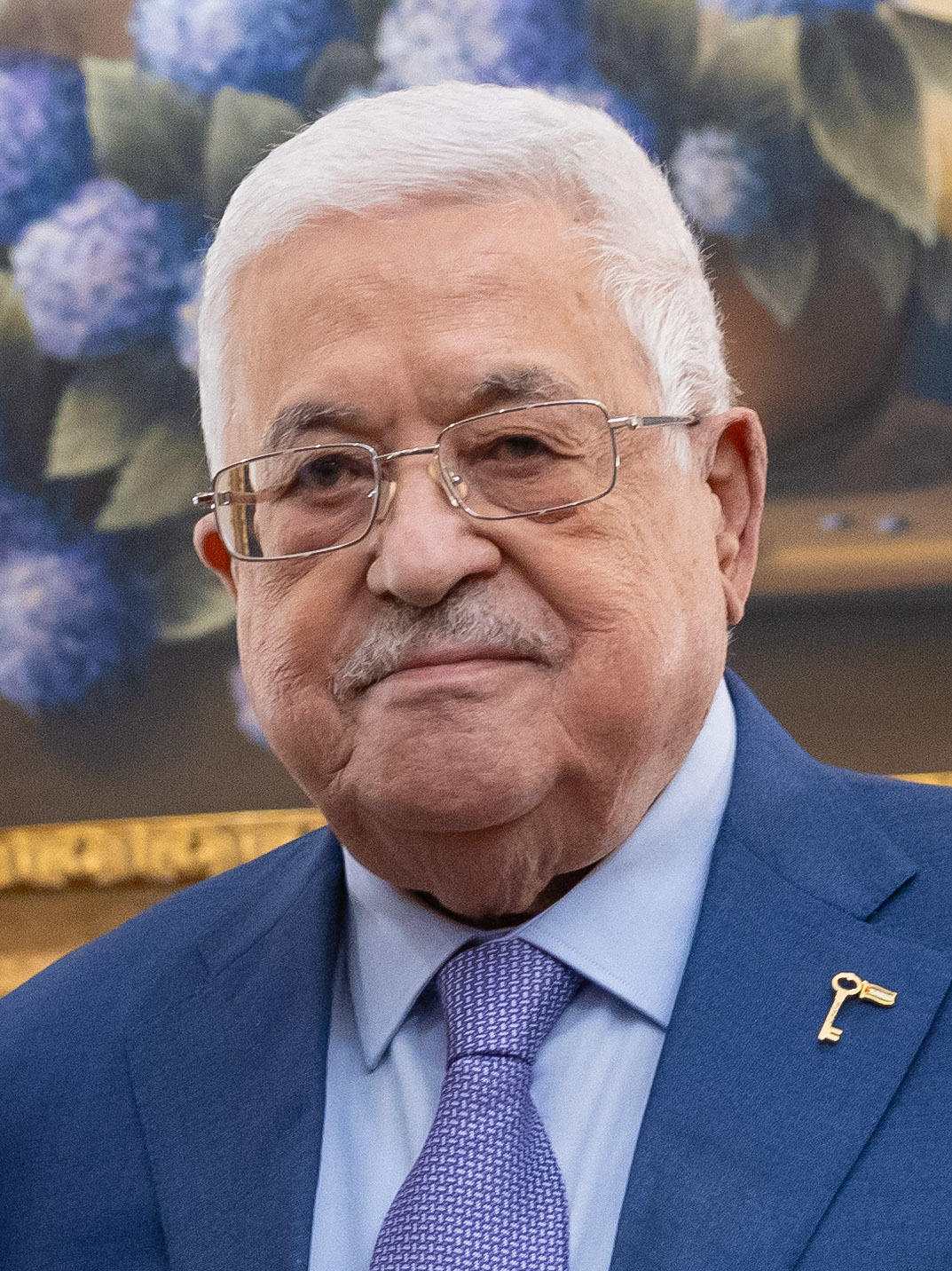
Il presidente dell'ANP Mahmūd Abbās

L'organo legislativo è il Consiglio legislativo palestinese, eletto nel 2006. Il presidente è stato eletto nelle Elezioni presidenziali in Palestina del 2005.

### Cariche
| Presidente            | Mahmūd Abbās     | Fatah        | 15 gennaio 2005 |
| Primo ministro        | Mohammad Mustafa | Indipendente | 31 marzo 2024   |
| Ministro degli esteri | Riyad al-Maliki  | Indipendente | 15 giugno 2008  |
| Ministro dell'Interno | Said Abu Ali     | Fatah        | 6 giugno 2013   |

Primi ministri passati:
- Mahmūd Abbās: 19 marzo 2003 - 7 ottobre 2003
- Ahmad Qurei: 7 ottobre 2003 - 15 dicembre 2005
- Nabil Shaath: 15 dicembre 2005 - 24 dicembre 2005
- Ahmad Qurei: 24 dicembre 2005 - 19 febbraio 2006
- Ismail Haniya: 19 febbraio 2006 - 14 giugno 2007
- Salam Fayyad: 15 giugno 2007 - 6 giugno 2013
- Rami Hamdallah: 6 giugno 2013 - 14 aprile 2019
- Mohammad Shtayyeh: 14 aprile 2019 - 31 marzo 2024

Presidenti passati:
- Yasser Arafat: 5 luglio 1994 - 11 novembre 2004
- Rawhi Fattuh: 11 novembre 2004 - 15 gennaio 2005 (ad interim)

Ministri degli esteri passati:
- Yasir Ahmadi: 3 aprile 2003-
- Mahmud al-Zahar: 20 marzo 2006 - 14 giugno 2007

Ministri dell'interno passati:
- Hakam Balawi: novembre 2003 - febbraio 2005
- Nasser Yusef: febbraio 2005 - marzo 2006
- Sa'id Seyam: marzo 2006 - marzo 2007
- Talab al-Qawasmi: marzo 2007 - giugno 2007

### Elezioni
Le prime elezioni presidenziali e quelle legislative si sono svolte insieme nel 1996.
Poi vi sono state le elezioni presidenziali del 2005 e le elezioni legislative del 2006, che sono state le ultime.

### Ultimo governo
Nel 2005, dopo la morte di ʿArafāt e dopo un breve governo ad interim di Rawhi Fattuh, alla presidenza dell'ANP è succeduto Abū Māzen (Muhammad ʿAbbās) che batté col 67,38% dei voti il medico Muṣṭafà Barghūthī, che si era presentato come candidato indipendente, raccogliendo il 20,99% dei voti.

### Partecipazione ad organizzazioni internazionali
L'Autorità Nazionale Palestinese, in quanto rappresentante del popolo palestinese, dispone di un posto di osservatore all'Assemblea generale delle Nazioni Unite e di un seggio permanente nell'ambito della Lega degli Stati Arabi e dell'Organizzazione della cooperazione islamica.  
Inoltre è membro, come Stato di Palestina, dell'UNESCO e dell'Unione per il Mediterraneo.
Il 29 novembre 2012 le viene concesso lo status di Stato osservatore non membro presso l'ONU per mezzo della Risoluzione 67/19.

### Divisioni amministrative

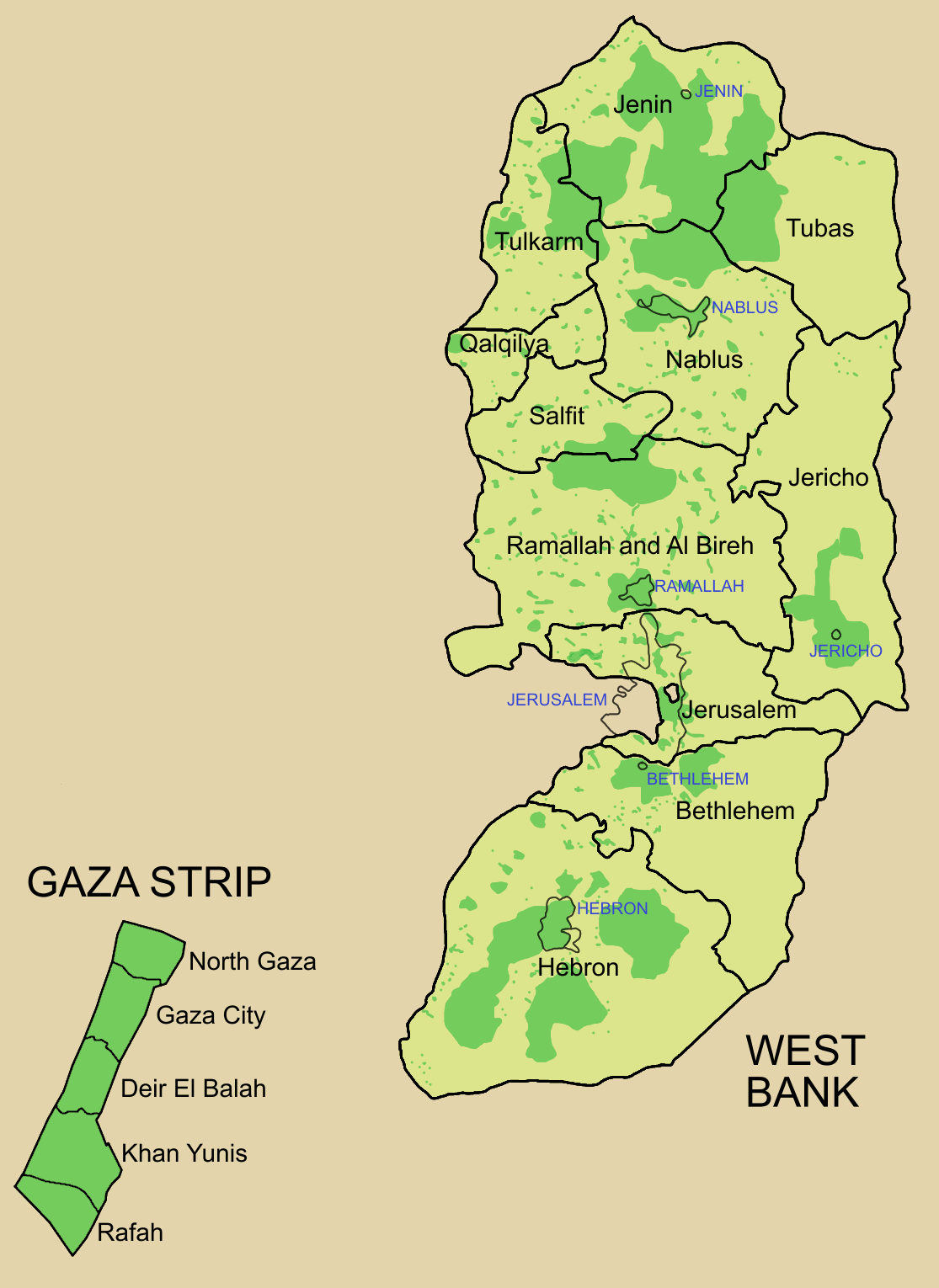
Zone sotto il controllo ANP (aree A e B in verde)

Dopo la firma degli accordi di Oslo la Cisgiordania e la Striscia di Gaza sono state divise in aree (A, B, e C) e governatorati:
- Area A: è l'area sotto il controllo civile e di sicurezza dell'ANP.
- Area B: è l'area sotto il controllo civile dell'ANP e di Israele per quanto riguarda la sicurezza.
- Area C: è l'area sotto il controllo integrale di Israele.

Dalla battaglia di Gaza del 2007 la Striscia di Gaza è sotto il controllo di Hamas.
L'ANP ha suddiviso lo Stato di Palestina in 16 governatorati, 11 in Cisgiordania e 5 nella Striscia di Gaza:
- Governatorato di Betlemme
- Governatorato di Dayr al-Balah
- Governatorato di Gaza
- Governatorato di Hebron
- Governatorato di Jenin
- Governatorato di Gerico
- Governatorato di Gerusalemme
- Governatorato di Khan Yunis
- Governatorato di Nablus
- Governatorato di Gaza Nord
- Governatorato di Qalqilya
- Governatorato di Rafah
- Governatorato di Ramallah
- Governatorato di Salfit
- Governatorato di Tubas
- Governatorato di Tulkarm

## Forze di polizia e sicurezza
Gli accordi di Oslo prevedono per l'ANP l'istituzione solo di una polizia palestinese, e non di forze militari.

Dal 2005, dopo la riforma, le forze di polizia e di sicurezza interna sono le seguenti:
- al-Shurtah al-Madaniyah al-Filistiniyah (polizia civile)
- Servizio di sicurezza preventiva (intelligence interna)
- Forze di sicurezza nazionale (gendarmeria)
- Guardia presidenziale (protezione e scorta)

## Critiche dei media occidentali
Il Governo palestinese di ʿArafāt fu oggetto di critica nel mondo politico occidentale, per non aver saputo contrastare efficacemente alcune organizzazioni che i governi europei considerano filo-terroristiche (come il movimento islamico Ḥamās), e per il fatto di comandare milizie extra-statali come le Brigate dei Martiri di al-Aqsa. Elementi di critica sono altresì anche il livello di nepotismo e la diffusa corruzione interna, la scarsa trasparenza nella gestione di fondi internazionali ricevuti.
Dopo lo scoppio della Seconda Intifāḍa, nel 2000, l'esercito israeliano compì manovre di rioccupazione in tutte le città palestinesi e su gran parte del territorio. Il governo israeliano e l'ANP si lanciavano accuse di crimini reciproci, di non agire contro organizzazioni politiche e terroristiche da un lato, di violenze e atti illegali - come avveniva per la costruzione di insediamenti e arresti - dall'altro. La destra politica e religiosa israeliana accusò Yasser Arafāt di essere un mandante morale di atti terroristici, anche per il fatto che alcuni attentati suicidi erano stati compiuti da membri di organizzazioni giovanili legate ad al-Fatḥ (principale ala militare dell'ex-OLP). Occorre dire, che non è stato dimostrato quanto fosse concreto il grado di coinvolgimento del presidente Arafāt, o quanto altre personalità dell'ANP fossero consapevoli e attivamente responsabili in fatti criminali. Ulteriori lamentele israeliane riguardavano la politica culturale, tendente a favorire un clima di odio anti-israeliano, come per il caso di libri di testo scolastici o di programmi televisivi che incitavano al martirio e materiali simili. Peraltro, accuse di attività ostili identicamente motivate, per fatti illegali o violenti, dirette contro il Governo Israeliano, erano analoghe dall'altra parte.
La dirigenza palestinese formalmente ha sempre sostenuto la contrarietà alle attività terroristiche compiute da movimenti religiosi, quali Hamas. Molte azioni compiute da questi gruppi - specialmente gli attentati contro civili che ebbero inizio negli anni novanta - in effetti erano chiaramente orientate a colpire politicamente il governo dell'ANP, quindi erano contro lo stesso Arafāt. Tuttavia, negli anni della Seconda Intifada l'ANP ammetteva una posizione di parziale impotenza, non avendo più la forza politica per evitare una radicalizzazione del fenomeno, reso incontrollabile a causa della politica di occupazione e aggressione perseguita dai governi israeliani. Inoltre, gran parte degli strumenti di controllo dell'ANP (prigioni, caserme di polizia) furono distrutte dagli attacchi israeliani, tra il 2001 e il 2002, annullando i poteri reali del governo palestinese. Nel 2006, l'Autorità Nazionale ha infine definitivamente perso il controllo politico e militare della Striscia di Gaza, che ora viene governata da un esecutivo di Hamas.

## Sostegno dell'Unione europea
L'Unione Europea è storicamente uno dei maggiori sostenitori dell'Autorità Palestinese, in particolare in termini di aiuti economici per fini di pubblica utilità (istruzione pubblica, reti infrastrutturali, amministrazione dello stato). Secondo alcuni critici questi finanziamenti avrebbero contribuito in parte all'arricchimento personale del leader palestinese Arafat o sarebbero serviti anche a pompare e sostenere frange del terrorismo palestinese.
In un'inchiesta pubblicata il 7 giugno 2002 sul settimanale tedesco Die Zeit dal titolo "Arafat bombarda, l'Europa paga" ("Arafat bombt, Europa zahlt") due giornalisti, Thomas Kleine-Brockhoff e Bruno Schirra, avanzavano il sospetto che i finanziamenti europei fossero serviti per sostenere il terrorismo palestinese. Nell'articolo si apprende che i sostentamenti UE oltre ad essere indirizzati al finanziamento della spesa pubblica palestinese, sarebbero stati impiegati per implementare un piano di propaganda di guerra anti-israeliana e unitamente per fornire danaro alle cellule terroristiche. Il commissario europeo Chris Patten ha però smentito le affermazioni del settimanale sostenendo che l'UE non è in possesso di prove che accertino il reale involontario sostegno al terrorismo. Il Fondo Monetario Internazionale, a detta del commissario, inoltre vigila sulla corretta distribuzione dei fondi.
Nel 2014, in virtù di un accordo bilaterale firmato tra il Ministero della Difesa italiano e il Ministero degli Interni dell'Autorità Palestinese, è presente la MIADIT composta da Carabinieri, che sono diventati partner nella formazione tecnica e professionale delle Forze di sicurezza nazionale, con istruttori presso Gerico, dove si trova il Centro di addestramento generale.

## Sport
Nonostante l'evoluzione geo-politica del paese o per scontri tra gli anni 60 e 90, la Palestina ha una nazionale di calcio che dal 1998 è affiliata alla FIFA ed è affiliata anche alla AFC, la federazione calcistica continentale asiatica.
La miglior vittoria ottenuta è stata contro il Guam 11-0 nell'aprile del 2006 in Bangladesh, mentre resta come peggior sconfitta il 7 a 0 contro l'Iran a Teheran il 5 ottobre 2011 (quella contro l'Egitto per 8-1, nel luglio del 1953, non è considerata dalla Fifa).